# Silnice II/101
Silnice II/101 je česká silnice II. třídy na území Středočeského kraje a hlavního města Prahy. Byla zavedena jako tzv. aglomerační okruh okolo Prahy, určený pro její objíždění a pro silniční spojení mezi středisky v jejím zázemí – tuto druhou funkci plní dodnes. Propojuje mj. pět obcí s rozšířenou působností a dalších pět měst.
Je to silnice II. třídy s nejnižším číslem v Česku a jedna ze dvou, které tvoří okruh (druhá je II/180 okolo Plzně). Se 153 km délky také patří k nejdelším.

## Vedení silnice

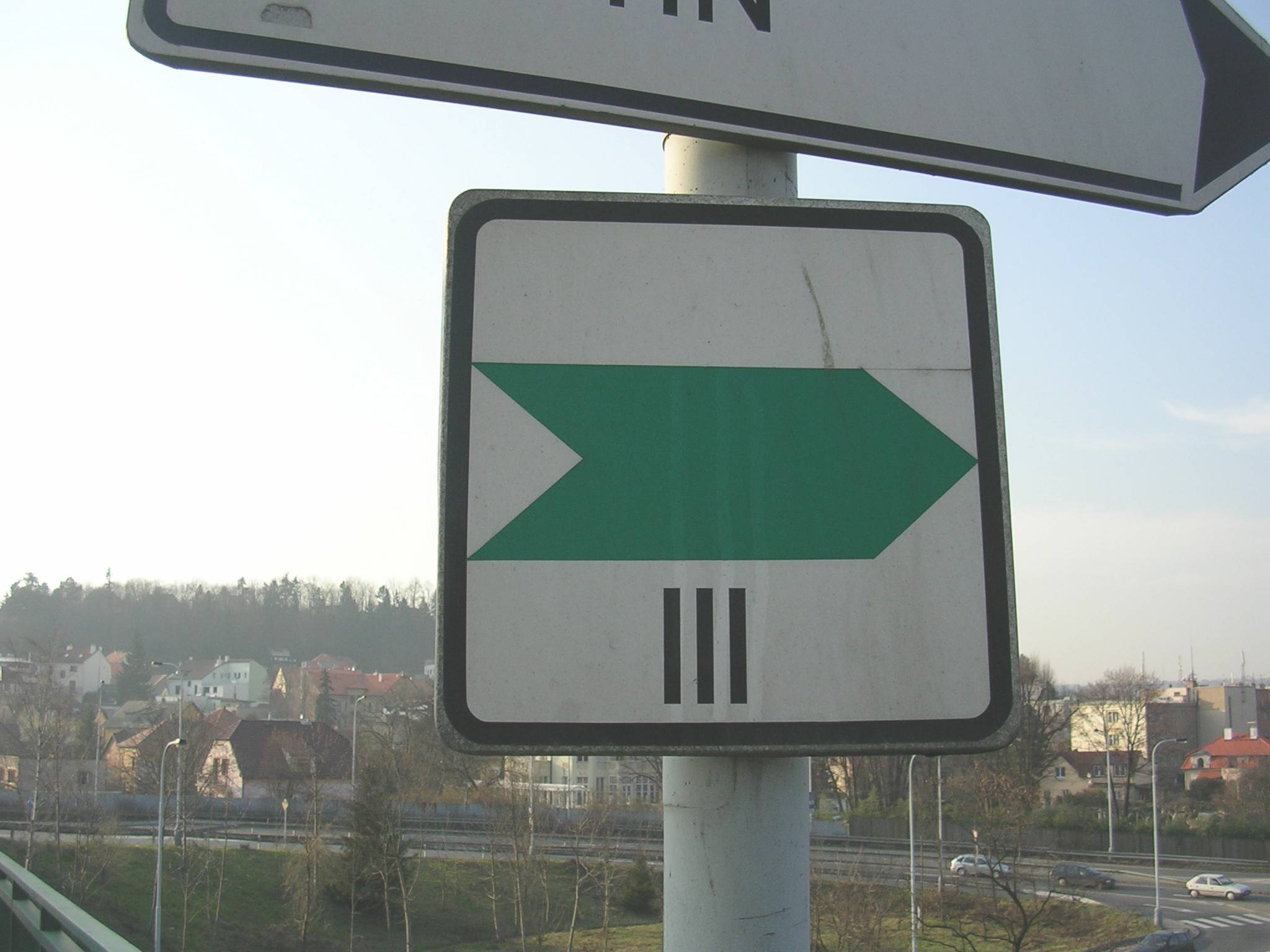
Značení silnice jako III. pražského okruhu

Staničení komunikace začíná i končí v Říčanech na křižovatce ulic Říčanská a Za Větrníkem, orientováno je po směru hodinových ručiček.

### Středočeský kraj

#### Okres Praha-východ
- Říčany
  - MÚK s I/2
  - odbočení II/107
- Voděrádky (obchvat)
- křížení s D1 (exit 12)
- Modletice (průmyslová a nákupní zóna)
- most přes D0
- odbočka Dobřejovice

#### Okres Praha-západ
- Osnice
- Jesenice (obchvat, křížení s II/603)
- Zlatníky
- Dolní Břežany

### Hlavní město Praha
- Břežanské údolí
- Zbraslav
  - most Závodu míru přes Vltavu
  - MÚK a začátek peáže s II/102
  - ul. K Přehradám
- zaústění do křižovatky I/4 a D0 (exit 10)
- Lahovice (peáž po I/4)
  - Lahovický most přes Berounku
- MÚK s I/4, začátek peáže s II/115
- Lebedov
- Radotín (odbočení II/599, konec peáže II/115)

### Středočeský kraj

#### Okres Praha-západ
- odbočka Kosoř
- Třebotov
- Chýnice
- Tachlovice
- Nučice
- Rudná (křížení s II/605)
- podjezd pod D5
- Drahelčice
- Úhonice
- Ptice
- Červený Újezd

#### Okres Kladno
- Unhošť (křížení s II/201)
- křížení s D6 (exit 12), začátek peáže s I/61
- Malé Přítočno
- Velké Přítočno
- Kladno (křížení s II/118, konec peáže I/61)
- Vrapice
- Stehelčeves
- podjezd pod D7
- Dřetovice
- Kováry
- Zákolany
- Otvovice

#### Okres Mělník
- Kralupy nad Vltavou (křížení s II/240)
- Veltrusy (obchvat, křížení s II/608)
- most přes D8
- Zlosyň (obchvat)
- Vojkovice
- Hostín u Vojkovic
- Chlumín (odbočení II/522)
- Obříství
- Libiš (křížení s I/9)
- Neratovice
- Jiřice
- Kostelec nad Labem (křížení s II/244)

#### Okres Praha-východ
- odbočka Záryby
- Brandýs nad Labem (křížení s II/245, II/610)
- křížení s D10 (exit 10)
- Zápy (obchvat)
- Mstětice
- Jirny
  - křížení s II/611
  - most přes D11
  - obec
  - Nové Jirny
- Úvaly (křížení s I/12)
- Škvorec
- Zlatá
- Sluštice
- Křenice
- Říčany (MÚK s I/2)

## Vodstvo na trase
V Osnici vede přes Botič, v Dolních Břežanech přes Břežanský potok, ve Zbraslavi přes Vltavu, u Vrapic přes Dřetovický potok (opět ve Stehelčevsi), u Kovár přes Zákolanský potok (opět v Zákolanech a Minicích) a v Kralupech nad Vltavou přes Vltavu.